# Gurgen Mahari
Gurgen Mahari (în armeană Գուրգեն Գրիգորի Աճեմեան, Gurgen Grigori Ajemian; n. 1 august 1903, Van, Imperiul Otoman – d. 17 iunie 1969, Palanga, RSS Lituaniană, URSS) a fost un scriitor, poet și critic literar armean. Cele mai semnificative lucrări ale sale sunt nuvela semi-autobiografică Sârmă ghimpată în flori (în armeană Ծաղկած փշալարեր, 1968) și romanul Livezi în flăcări (în armeană Այրվող այգեստաններ, 1966) care are loc în orașul natal al scriitorului, în Van, în ajunul genocidului armean. 

## Biografie
Gurgen a fugit în Armenia de Est în 1915 în timpul genocidului armean și s-a refugiat în orfelinatele din Etchmiadzin, Dilijan și Erevan.
Gurgen Mahari a studiat la Facultatea de Istorie și Literatură a Universității din Erevan.
Prima sa carte, Titanic (Տիտանիկ), a fost publicată în 1924. Apoi a scris o trilogie autobiografică (prima parte, "Copilăria" a fost publicată în 1929, a doua parte Tineretul în 1930, iar cea de-a treia În pragul tinereții a fost terminată în 1955) care povestește despre supraviețuirea sa și despre tragedia care au trăit-o armenii din vestul Armeniei. A fost membru al Uniunii Scriitorilor din URSS în 1934.
A fost arestat în 1936, în cursul epurărilor staliniste și condamnat la 11 ani închisoare în Siberia. El a fost eliberat în 1947, dar un an mai târziu a fost din nou arestat și trimis în exilul siberian în Ținutul Krasnoiarsk, fiind considerat un tip nesigur. În 1954, după moartea lui Stalin, a fost reabilitat și i s-a permis să se întoarcă în Erevan.
Gurgen Mahari este, de asemenea, autorul memoriilor Numele Charents (Չարենց-նամե, 1968) despre poetul armean Yeghishe Charents și al nuvelei Sârmă ghimpată în flori (1968) bazată în mare parte pe experiențele sale personale într-un gulag sovietic. Romanul Livezi în flăcări (în armeană Այրվող այգեստաններ, 1966) are loc în orașul natal al scriitorului, Van, în ajunul genocidului armean. 

## Legături externe
- ru  Mahari în Marea Enciclopedie Sovietică
- ru  ГУРГЕН МААРИ (1903-1969)[nefuncțională]
- en  Gurgen Mahari la goodreads.com

## Vezi și
- Listă de scriitori armeni